# 3870 Мейре
3870 Мейре (3870 Mayré) — астероїд головного поясу, відкритий 13 лютого 1988 року.
Тіссеранів параметр щодо Юпітера — 3,351.